# Thomas Birk (Politiker)

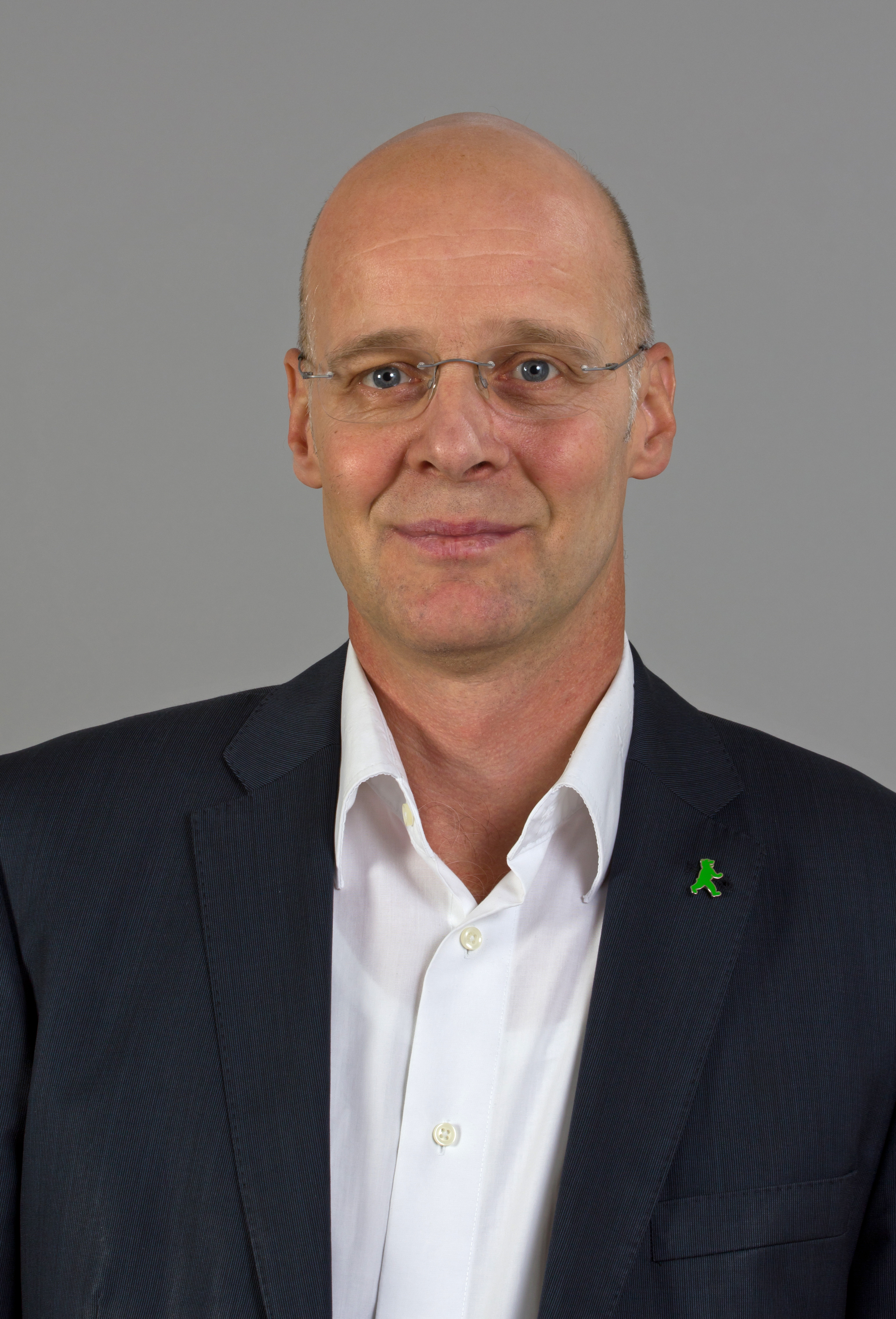
Thomas Birk (2013)

Thomas Birk (* 20. Oktober 1961 in Krefeld) ist ein deutscher Politiker (Bündnis 90/Die Grünen). Er war von 2005 bis 2016 Mitglied des Berliner Abgeordnetenhauses und dort Sprecher für die Bereiche Verwaltungsmodernisierung und Queer-Politik.

## Familie
Zusammen mit seinem Ehemann wohnt Birk in Berlin-Schöneberg. Seine Schwester ist die GRÜNE Politikerin Angelika Birk.

## Ausbildung und Beruf
Birk erlangte 1981 sein Abitur und studierte 1982 Theaterwissenschaften an der FU Berlin. In den Jahren 1982 bis 1986 besuchte er die Hochschule für Musik und Theater Hamburg und schloss dort 1986 als diplomierter Schauspieler ab. Bis 1993 war er in unterschiedlichen Schauspielengagements in Osnabrück, Mainz, Erfurt und Berlin tätig. Von 1992 bis 1998 studierte Thomas Birk am Otto-Suhr-Institut der FU-Berlin Politologie und erlangte 1997 den Diplom-Abschluss. Von 1995 bis 2005 war er Geschäftsführer des Kommunalpolitischen Forums Bündnis 90/Die Grünen Berlin e. V. und 2002 Geschäftsführer des Bildungswerks für Alternative Kommunalpolitik e. V.

## Partei und Politik
Thomas Birk trat 1992 in die Partei Bündnis 90/Die Grünen ein. Von 1992 bis 1995 war er Mitglied des Geschäftsführenden Ausschusses im Kreisverband Charlottenburg. Von 1995 bis 2001 war er Mitglied der Bezirksverordnetenversammlung-Fraktion Bündnis 90/Die Grünen in Charlottenburg beziehungsweise Charlottenburg-Wilmersdorf. In den Jahren 1999 bis 2001 war Birk BVV-Fraktionsvorsitzender und 2002 Kreisvorstandssprecher. Am 30. September 2005 wurde Birk als Nachrücker Mitglied des Abgeordnetenhauses. Bei der Wahl zum Abgeordnetenhaus im September 2006 erreichte Birk für den Wahlkreis 1 Schöneberg-Nord mit 24,5 % das zweitstärkste Wahlergebnis der Erststimmen nach Annette Fugmann-Heesing und zog über seinen Listenplatz ins Abgeordnetenhaus ein. Ein Schwerpunkt seiner politischen Arbeit liegt im Lesben-, Schwulen- und Transgender-Bereich. Des Weiteren setzt er sich für eine moderne Verwaltung, E-Government und den Erhalt von bezirklichen Kultureinrichtungen ein. Bei der Wahl zum Abgeordnetenhaus von Berlin 2011 im September 2011 wurde Birk mit 32,1 % der Erststimmen direkt wiedergewählt. 2016 schied er aus dem Abgeordnetenhaus aus.
Er war Mitglied der Kommission Aufarbeitung zu Pädophilie und sexualisierter Gewalt gegen Kinder der Berliner Grünen.

## Mitgliedschaften
Birk ist Mitglied und vormaliger zweiter Vorsitzender im Verein Selbstbestimmtes Wohnen im Alter e. V., Mitglied im Lesben- und Schwulenverband, Mitglied im Bildungswerk für Alternative Kommunalpolitik e. V., Mitglied im „Bündnis zur Förderung der Berliner Musikschulen“ und Mitglied im OSI-Club Verein der Freundinnen und Freunde des Otto-Suhr-Instituts e. V.

## Auszeichnungen
- 2008: Rainbow Award